# Kortárs Magyar Művészeti Lexikon
Kortárs Magyar Művészeti Lexikon ist ein Lexikon der ungarischen zeitgenössischen Kunst. Das dreibändige Werk umfasst mehr als 6000 Artikel mit rund 1000 Farbfotografien von Werken ungarischer Kunst- und Kulturschaffender, die nach 1945 tätig waren, vor allem Maler, Bildhauer, Industriekünstler, Fotografen und Architekten.
Das Nachschlagewerk behandelt zudem die künstlerischen Strömungen, Stile, Konzepte und Institutionen der Zeit nach 1945 sowie die Arbeiten der ungarischen Künstlerkolonien.
Das von Péter Fitz redigierte und von rund 200 Autoren in rund acht Jahren erarbeitete Künstlerlexikon mit der ISBN 963-8477-43-1-Ö wurde mit den Stimmen von Bibliothekaren mit dem Fitz József-Preis ausgezeichnet.